# Cooba
Carolina Costa, coneguda pel sobrenom de Cooba   (Barcelona, 28 de desembre de 1994) o PD Cooba, és una cantant catalana de música urbana i comunicadora cultural. Cofundadora el 2020 d'El Pecado, col·lectiu no mixt de dones artistes i segell discogràfic independent.

## Trajectòria
Costa, amb el sobrenom inicial de PD Cooba, va començar la seva trajectòria com a DJ el 2015, un cop acabats els estudis de Comunicació i Indústries Culturals a la Universitat de Barcelona.
El 9 de març de 2017 va iniciar la seva carrera com a cantant amb la cançó «Ma$$a money», i va seguir amb «FYAH», «La Nena», «Tinc» i «2000». Va formar part del Canal Malaia fins a finals d'agost de 2021.
Arran de la sentència contra el raper Pablo Hásel, tragué amb La Queency «Free Pablito», un tema contra el seu empresonament i a favor de la llibertat d'expressió i la protesta de carrer. La revista Enderrock la situà entre les artistes emergents de música urbana de més recorregut el febrer de 2021.
L'1 de juliol de 2021 presentà «Barcelona», lletra dedicada a les experiències viscudes a la seva ciutat natal i als seus records com a DJ. Considerada per Enderrock entre les millors cançons en català de l'estiu, és a la vegada el primer tema de la mixtape Pirineus, que sortí l'octubre del mateix any.
La sèrie Buga Buga de TV3 inclogué «La Nena» dins d'una banda sonora compartida amb artistes com Rigoberta Bandini.

## Discografia
- Pirineus (Pecado Records, 2021)[8]